# Canard chipeau
Mareca strepera
Espèce
Statut de conservation UICN

 LC  : Préoccupation mineure

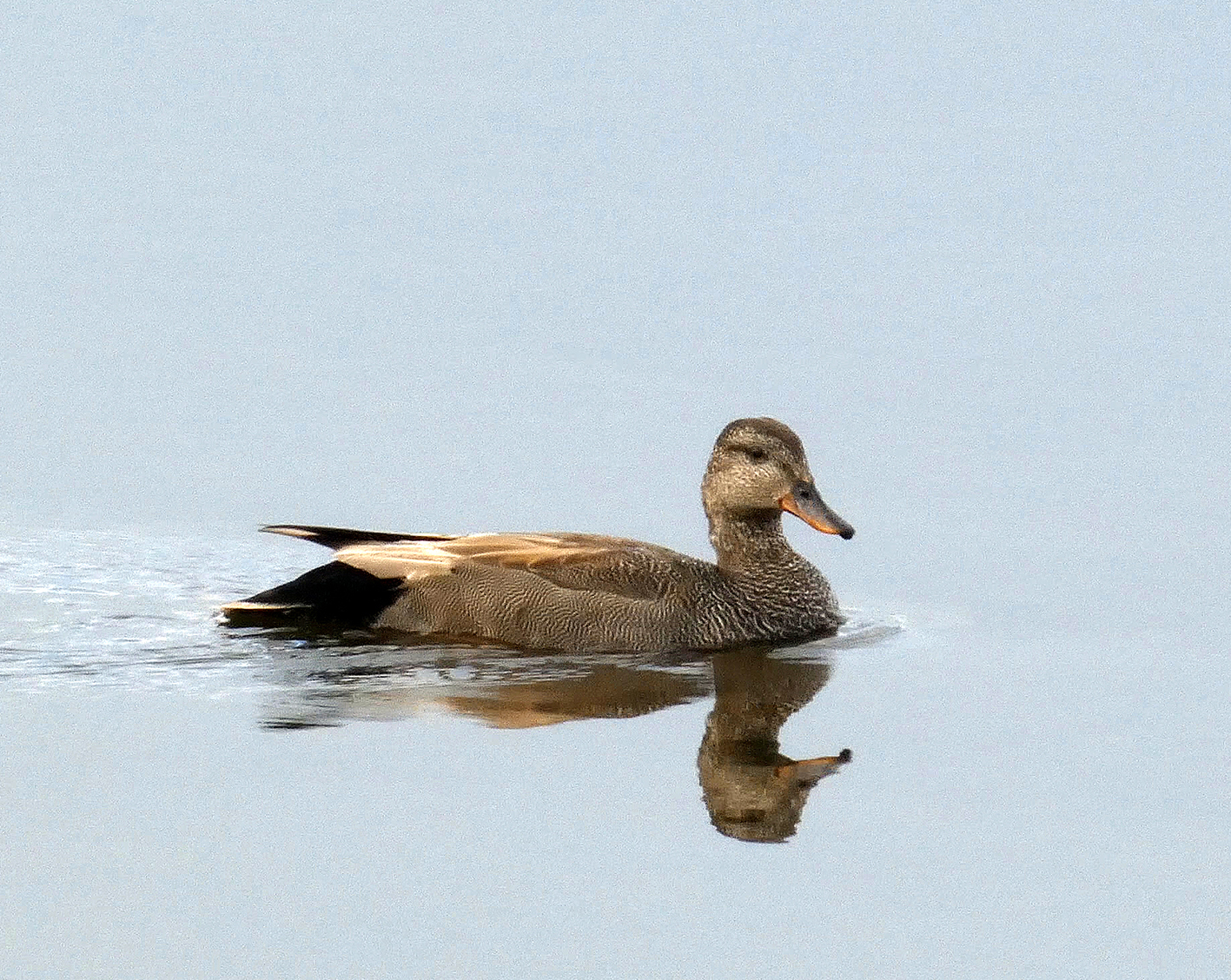
Mâle. Etang de la Brenne (France).

Le Canard chipeau (Mareca strepera, anciennement Anas strepera), autrefois appelé « Ridelle » ou « ridenne » en picard, est une espèce d'oiseaux de la famille des Anatidés présente en Eurasie et en Amérique du Nord.

## Description
Le mâle au bec sombre se caractérise par un plumage nuptial globalement gris, finement strié, des couvertures alaires roux vif, et l'arrière du corps très noir reconnaissable de loin.
Il lance des cris sec et courts, le chant de la femelle étant plus grêle.

## Habitat
Il niche dans les marais côtiers et les pâturages à proximité des plans d'eau.

## État des populations, pressions, menaces
Les principales menaces qui pèsent sur l'espèce sont :
- la destruction et la fragmentation des zones humides ou leur pollution ;
- le saturnisme aviaire ;
- la pression de chasse.

## Sous-espèces
Selon la classification de référence du Congrès ornithologique international (version 15.1, 2025) :
- Mareca strepera strepera (Linnaeus, 1758) — Eurasie et Amérique du Nord ;
- † Mareca strepera couesi (Streets, 1876) — Tabuaeran.

## Galerie

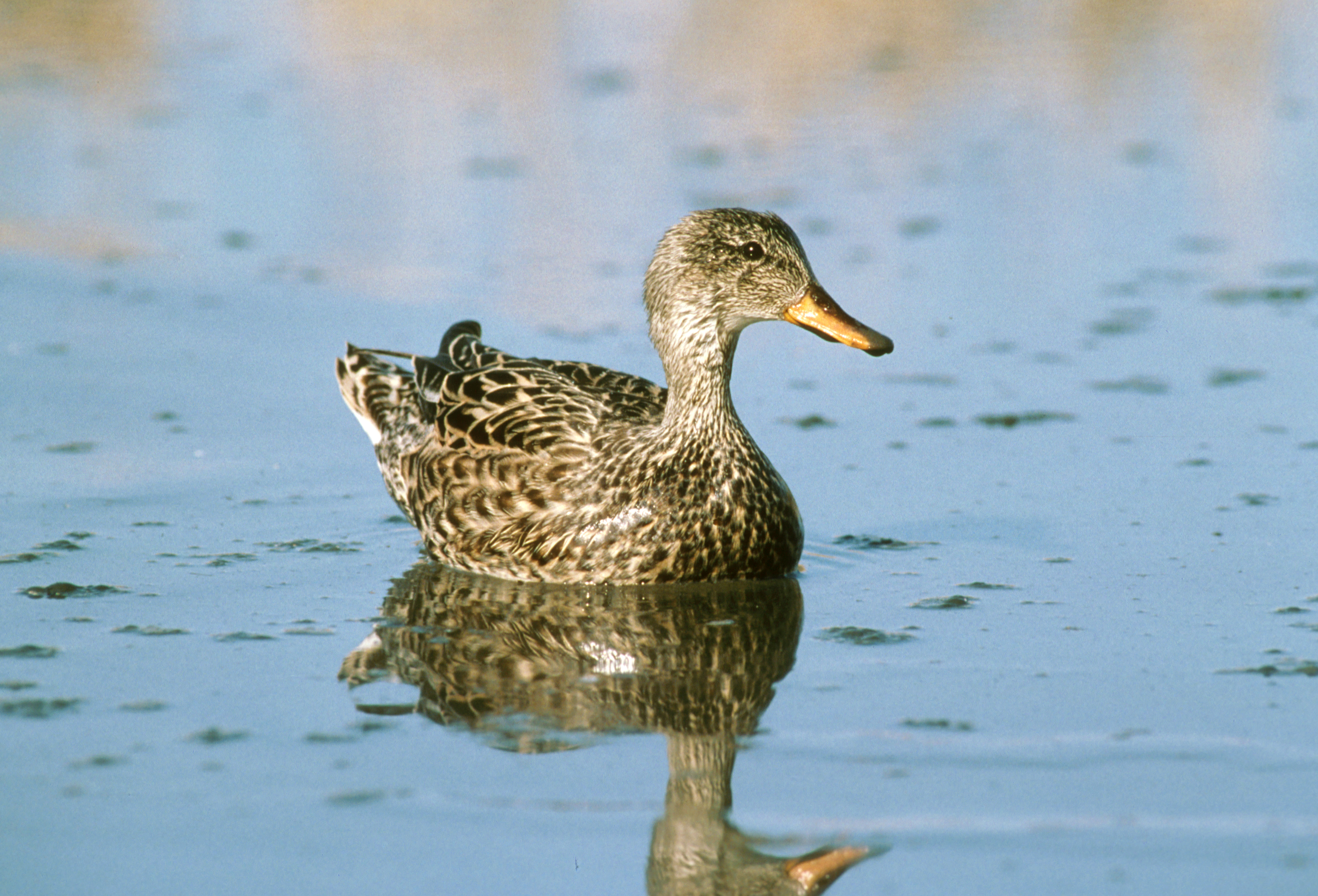
Femelle
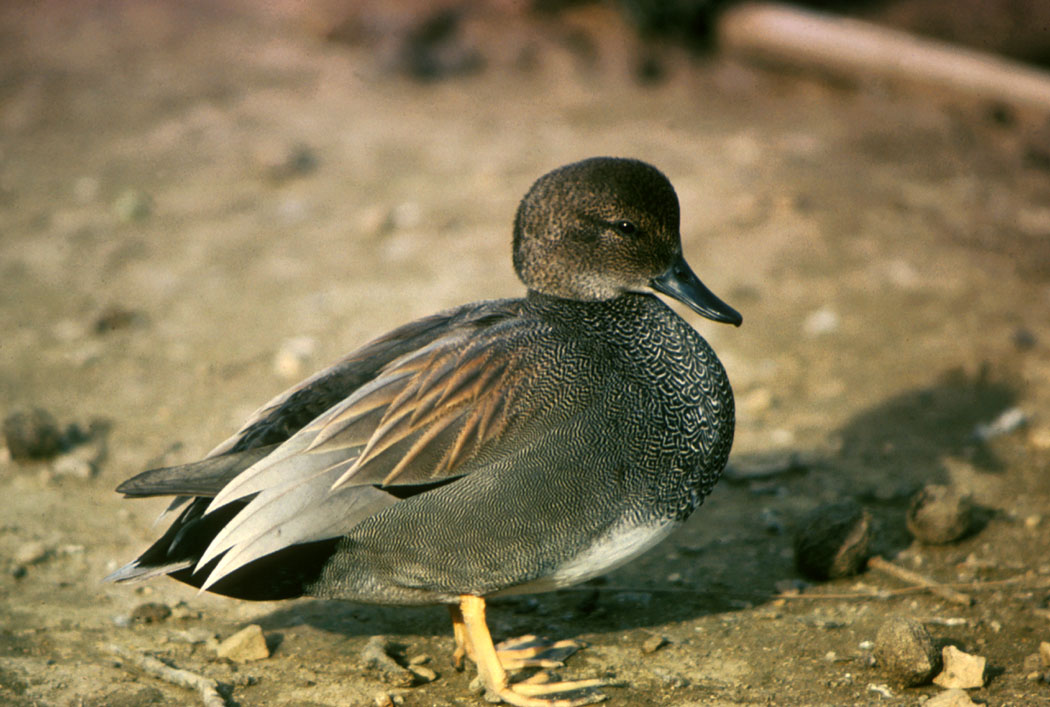
Mâle
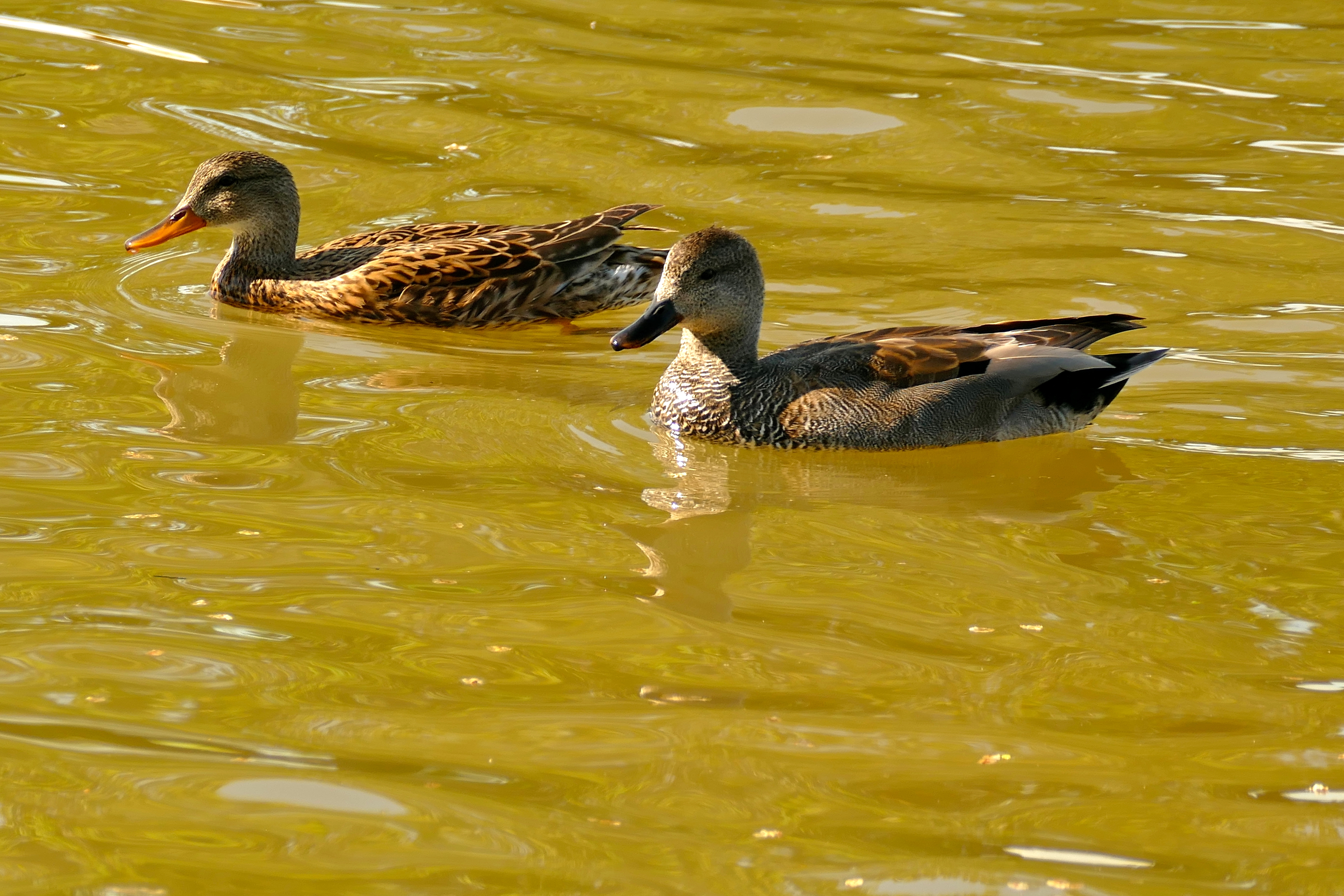
Couple
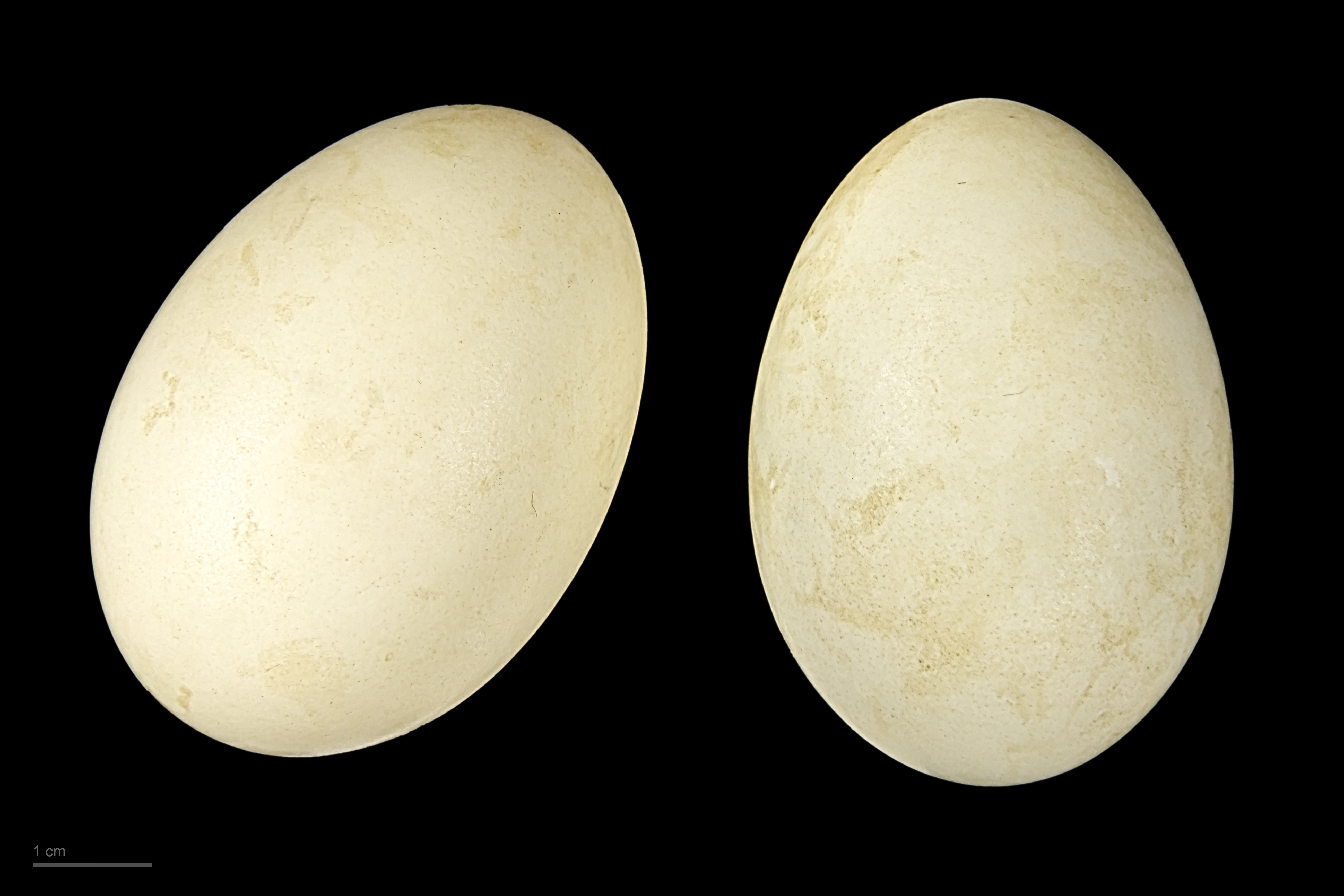
Mareca strepera - MHNT